# Christophe Raimbault
Christophe Raimbault ist ein französischer Spieleautor, der vor allem für das 2015 mit dem Jury-Preis Spiel des Jahres ausgezeichneten Brettspiel Colt Express bekannt ist.

## Biografie
Christophe Raimbault entwickelte 2009 das Spiel Hacker als erstes offiziell veröffentlichtes Spiel, gefolgt von Sandwich im Jahr 2010 und Chef Cuckoo! 2012. 2014 erschien sein Spiel Colt Express, in dessen Mittelpunkt ein Überfall auf einen dreidimensional gestalteten Zug im Wilden Westen steht. Das Spiel wurde 2015 mit dem Jury-Preis Spiel des Jahres  ausgezeichnet. In der Folge entwickelte Raimbault einige Erweiterungen zu Colt Express.

## Ludografie
- 2009: Hacker
- 2010: Sandwich
- 2012: Chef Cuckoo!
- 2014: Colt Express
- 2015: Colt Express: Postkutsche & Pferde
- 2016: Colt Express: Marshall & Gefangene
- 2020: Colt Super Express
- 2021: Star Clicker
- 2021: Sandwich MasterClass
- 2022: Colt Express: Gepanzerter Zug & Wachposten

## Auszeichnungen
- Spiel des Jahres
  - Colt Express: Spiel des Jahres 2015
- Deutscher Spielepreis
  - Colt Express: Platz 3 2015